# Argo

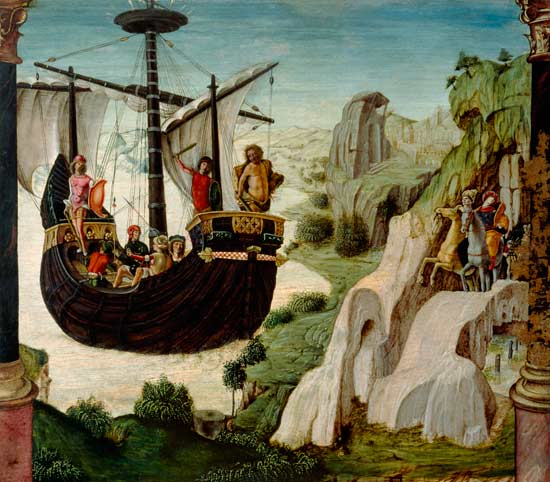
El Argo, cuadro de Lorenzo Costa.

En la mitología griega, el (o la) Argo (en griego Ἀργώ, Argṓ) es la nave en la que navegaron desde Yolco en busca del vellocino de oro, Jasón y sus compañeros argonautas. La mejor fuente del mito son las Argonáuticas de Apolonio de Rodas, en donde se nos dice que la diosa Hera fue la benefactora de la expedición.
Jasón requirió la ayuda de Argos, hijo de Frixo, quien, adiestrado por Atenea, construyó una nave de cincuenta remos llamada Argo como él. Atenea puso en la proa un madero dotado de voz, procedente de la encina de Dodona. Cuando estuvo construida la nave, Jasón consultó el oráculo y el dios le permitió convocar a los nobles de la Hélade y hacerse a la mar.  Se dice que esta fue la primera nave que se construyó y la primera en atravesar el mar, que antes era impracticable.  Se la llamó Argo en atención a su constructor o bien porque Ἀργώ significa «rápido».  Otros dicen que la propia Atenea o Minerva fue la constructora de la nave Argo.
Tras su exitoso viaje la Argo fue consagrada a Poseidón en el istmo de Corinto. Al tratarse de un objeto sagrado, fabricado con la ayuda de los dioses, se convirtió en un monumento y se consagró a los dioses.  Años más tarde, una viga cayó desde lo alto de la nave y mató a Jasón mientras dormía en el suelo.  Finalmente fue catasterizada como la constelación de Argo Navis de manos de Atenea o Minerva.

## Reconstrucciones
En 2008 se construyó y botó una réplica de una pentecontera de la época micénica griega, a la que se bautizó con el nombre de Argo y se completó el viaje hasta las costas de la actual Georgia con remeros voluntarios. Fue construida por las autoridades de la ciudad de Volos, en Grecia central, y fue expuesta de manera permanente en un museo expresamente construido para su exhibición.